# André Cardinal Destouches

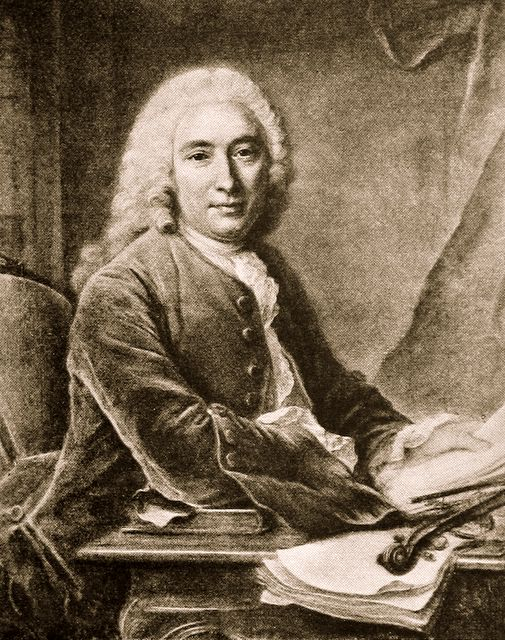
André Cardinal Destouches

André Cardinal Destouches, född 6 april 1672, död 7 februari 1749, var en fransk operakompositör.
Destouches blev 1713 generalinspektör vid musikakademin i Paris, och 1728 högste musikintendent. Han var högt skattad av Ludvig XIV, särskilt som operakompositör med verk som Issé (1697) och Omphale (1701). Destouches tillhörde Jean-Baptiste Lullys skola och var elev till André Campra.

## Operor
- Issé
- Amadis de Grèce
- Marthésie
- Omphale
- Callirhoé
- Télémaque
- Sémiramis
- Les élémens